# Polystichum mickelii
Polystichum mickelii är en träjonväxtart som beskrevs av Alan Reid Smith. Polystichum mickelii ingår i släktet Polystichum och familjen Dryopteridaceae. Inga underarter finns listade.